# Liste der Baudenkmäler in Aresing
Auf dieser Seite sind die Baudenkmäler in der oberbayerischen Gemeinde Aresing zusammengestellt. Diese Tabelle ist eine Teilliste der Liste der Baudenkmäler in Bayern. Grundlage ist die Bayerische Denkmalliste, die auf Basis des Bayerischen Denkmalschutzgesetzes vom 1. Oktober 1973 erstmals erstellt wurde und seither durch das Bayerische Landesamt für Denkmalpflege geführt wird. Die folgenden Angaben ersetzen nicht die rechtsverbindliche Auskunft der Denkmalschutzbehörde.

## Baudenkmäler nach Gemeindeteilen

### Aresing
| Lage                            | Objekt                             | Beschreibung | Akten-Nr.              | Bild           |
| ------------------------------- | ---------------------------------- | --- | ---------------------- | -------------- |
| Bauernstraße 60 (Standort)      | Wegkreuz                           | Mitte 18. Jahrhundert; am Südende der Straße. | D-1-85-113-3 Wikidata  | BW             |
| St.-Martin-Straße 13 (Standort) | Katholische Pfarrkirche St. Martin | Saalkirche mit Flachdecke, erbaut 1859 über spätgotischem Kern, Sattelturm spätgotisch; mit Ausstattung Obelisk, aus Sandstein, errichtet in Erinnerung an den ermordeten Gendarm Johann Georg Schemel, um 1840 an der Westseite der Kirche Friedhofsmauer, mit Stichbogenblenden auf der Innenseite, 18. Jahrhundert | D-1-85-113-20 Wikidata | weitere Bilder |

### Autenzell
| Lage                               | Objekt                                 | Beschreibung                                                         | Akten-Nr.             | Bild |
| ---------------------------------- | -------------------------------------- | -------------------------------------------------------------------- | --------------------- | ---- |
| St.-Mauritius-Straße 10 (Standort) | Katholische Filialkirche St. Mauritius | Saalkirche, im Kern 15. Jahrhundert, 1856 erweitert; mit Ausstattung | D-1-85-113-6 Wikidata | BW   |

### Hengthal
| Lage                             | Objekt     | Beschreibung                  | Akten-Nr.             | Bild |
| -------------------------------- | ---------- | ----------------------------- | --------------------- | ---- |
| Hengthal 1 (Standort)            | Taubenhaus | 20. Jahrhundert               | D-1-85-113-7 Wikidata | BW   |
| In Hengthal, beim Hof (Standort) | Bildstock  | Gemauert, 18./19. Jahrhundert | D-1-85-113-8 Wikidata | BW   |

### Oberlauterbach
| Lage                                       | Objekt                                 | Beschreibung | Akten-Nr.              | Bild           |
| ------------------------------------------ | -------------------------------------- | --- | ---------------------- | -------------- |
| Nähe Pfarrstraße (Standort)                | Wenzelbrunnenkapelle                   | Auf quadratischem Sockelgeschoss oktogonaler Kuppelbau, 1656; mit Ausstattung                                                                           | D-1-85-113-11 Wikidata | BW             |
| Nähe Pfarrstraße; Pfarrstraße 8 (Standort) | Friedhof                               | Mit Grabmälern des 18./19. Jahrhunderts Ummauerung, 17./18. Jahrhundert                                                                                 | D-1-85-113-10 Wikidata | BW             |
| Pfarrstraße 2 (Standort)                   | Pfarrhof                               | Zweigeschossiger Walmdachbau, erbaut 1735 Pfarrstadel, verputzter Backsteinbau mit Satteldach, wohl gleichzeitig Wasch- und Backhaus, wohl gleichzeitig | D-1-85-113-12 Wikidata | BW             |
| Pfarrstraße 14 (Standort)                  | Katholische Pfarrkirche St. Wenzeslaus | Barocke Saalkirche, erbaut 1702, Turm 1793; mit Ausstattung                                                                                             | D-1-85-113-9 Wikidata  | weitere Bilder |

### Rettenbach
| Lage                                               | Objekt                               | Beschreibung                                                                              | Akten-Nr.              | Bild |
| -------------------------------------------------- | ------------------------------------ | ----------------------------------------------------------------------------------------- | ---------------------- | ---- |
| Beinberger Straße 15, am Beinberger Weg (Standort) | Wegkapelle                           | Kleiner Satteldachbau mit eingezogenem Chor, gegen Mitte 19. Jahrhundert                  | D-1-85-113-15 Wikidata | BW   |
| Dorfstraße 2 (Standort)                            | Ehemaliges Gasthaus                  | Zweigeschossiger Satteldachbau mit Giebelgesims-Stücken, erstes Drittel 19. Jahrhundert   | D-1-85-113-16 Wikidata | BW   |
| Dorfstraße 11 (Standort)                           | Ehemaliges Bauernhaus                | Eingeschossiger Satteldachbau mit vorgebautem Austragshäusl, erste Hälfte 19. Jahrhundert | D-1-85-113-17 Wikidata | BW   |
| St.-Ottilien-Straße 7 (Standort)                   | Katholische Filialkirche St. Ottilia | Spätgotische Saalkirche, erbaut 1494; mit Ausstattung; Friedhofsmauer mit Stützpfeilern   | D-1-85-113-14 Wikidata | BW   |

### Unterweilenbach
| Lage                           | Objekt                                     | Beschreibung                                                                                                | Akten-Nr.              | Bild |
| ------------------------------ | ------------------------------------------ | --- | ---------------------- | ---- |
| Aresinger Straße 12 (Standort) | Katholische Filialkirche Unsere Liebe Frau | Saalkirche, 14./15. Jahrhundert, Umgestaltungen im 17. und 20. Jahrhundert, Turm romanisch; mit Ausstattung | D-1-85-113-18 Wikidata | BW   |